# 쿼 바도?
쿼 바도?(Quo vado? )는 이탈리아에서 제작된 젠나로 눈지안테 감독의 2016년 코미디 영화이다. 케코 잘로네 등이 주연으로 출연하였다.

## 출연

### 주연
- 케코 잘로네

### 조연
- 엘레오노라 조바나르디
- 소니아 버가마스코
- 모리지오 미켈리
- 리노 밴피